# Trinitatiskirche (Holzengel)

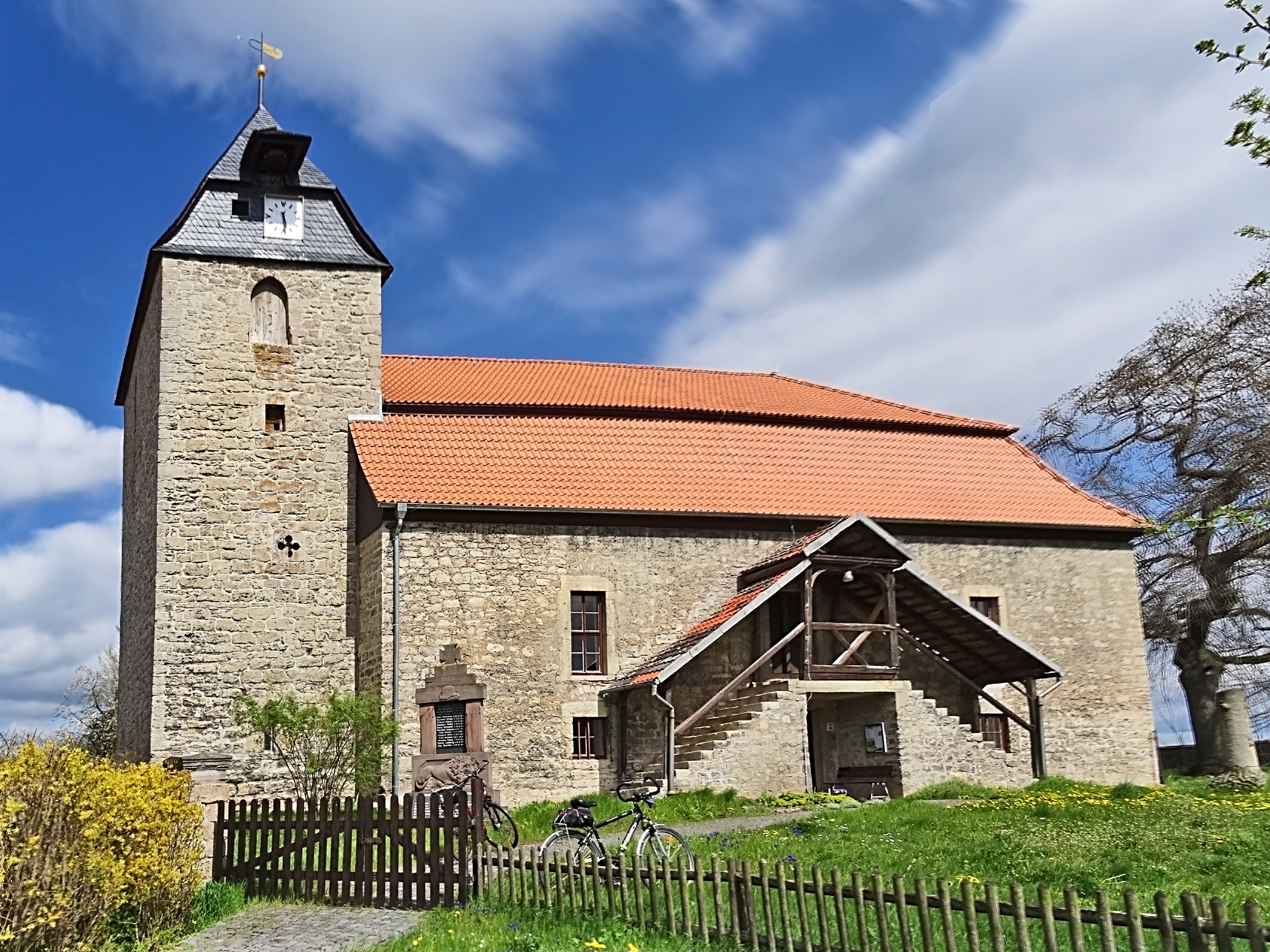
Holzengel, St. Trinitatis

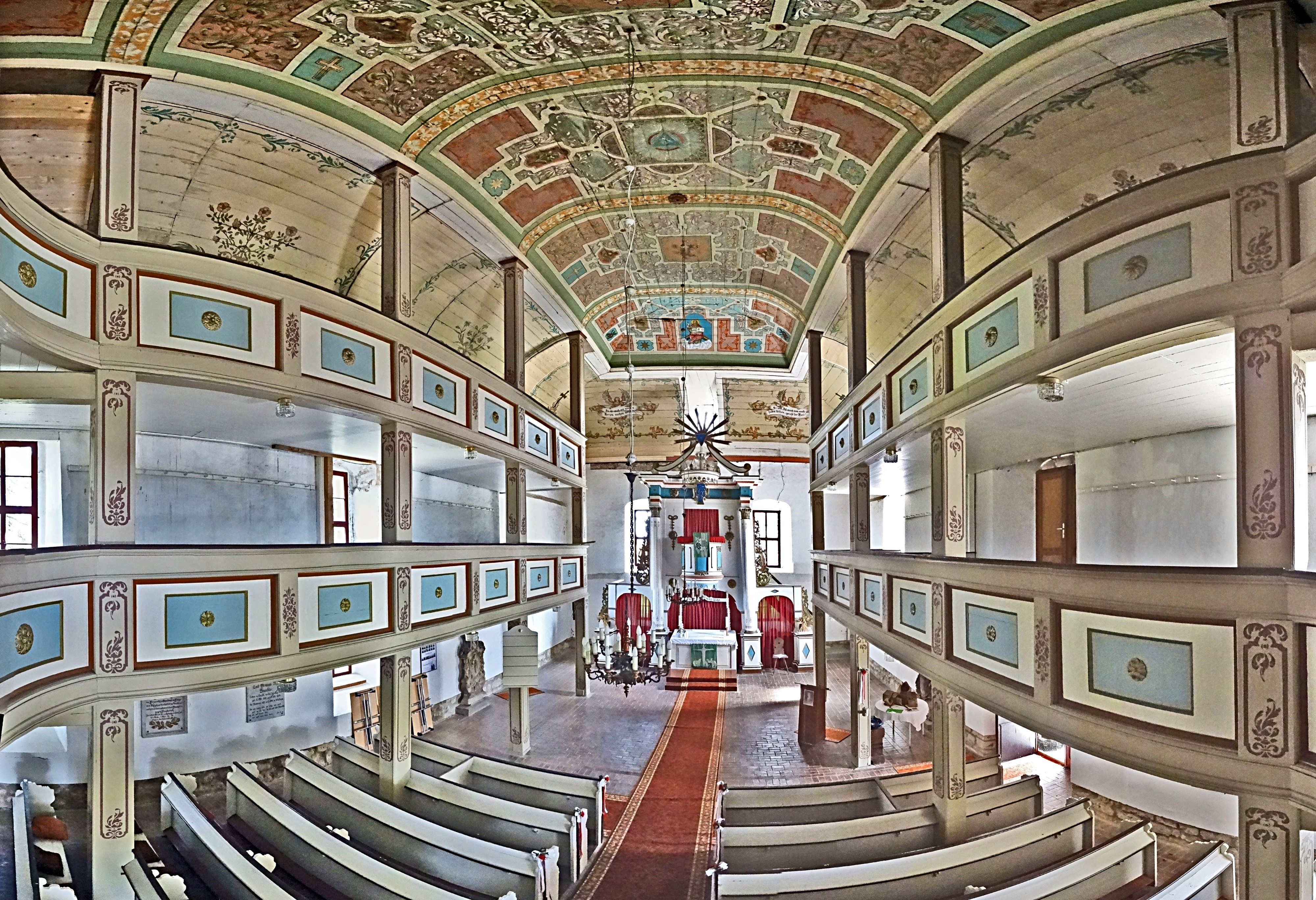
Innenansicht

Die evangelisch-lutherische Kirche St.  Trinitatis steht in Holzengel, einem Ortsteil der Stadt und Landgemeinde Greußen im Kyffhäuserkreis in Thüringen. Die Kirchengemeinde Holzengel gehört zum Pfarrbereich Greußen der Pfarrei Greußen-Großenehrich im Kirchenkreis Bad Frankenhausen-Sondershausen der Evangelischen Kirche in Mitteldeutschland.

## Beschreibung
Die barocke Saalkirche ist 1750/53 mit drei Achsen anstelle des 19. Juli 1749 durch einen Brand nach einem Einschlag eines Blitzes zerstörten Vorgängerbaus aus Bruchsteinen neu errichtet worden. Erhalten geblieben ist der Kirchturm aus dem 14. Jahrhundert im Westen über rechteckigem Grundriss. Er erhielt ein schiefergedecktes, abgewalmtes Satteldach. Dort befindet sich das Ziffernblatt der Turmuhr. Innen sind die zwei Joche mit Kreuzgratgewölben überspannt. Die Joche öffnen sich mit hohen spitzbogigen Arkaden zum Kirchenschiff. Das Langhaus ist mit einem Mansardwalmdach bedeckt. Der Innenraum ist mit einem hölzernen Tonnengewölbe überspannt. Die Fenster sind rechteckig und in zwei Geschossen angeordnet. An der Südseite, symmetrisch zwischen den beiden Fensterachsen, liegen der ebenerdige Eingang und der doppelläufige überdachte Aufgang zu den Emporen.

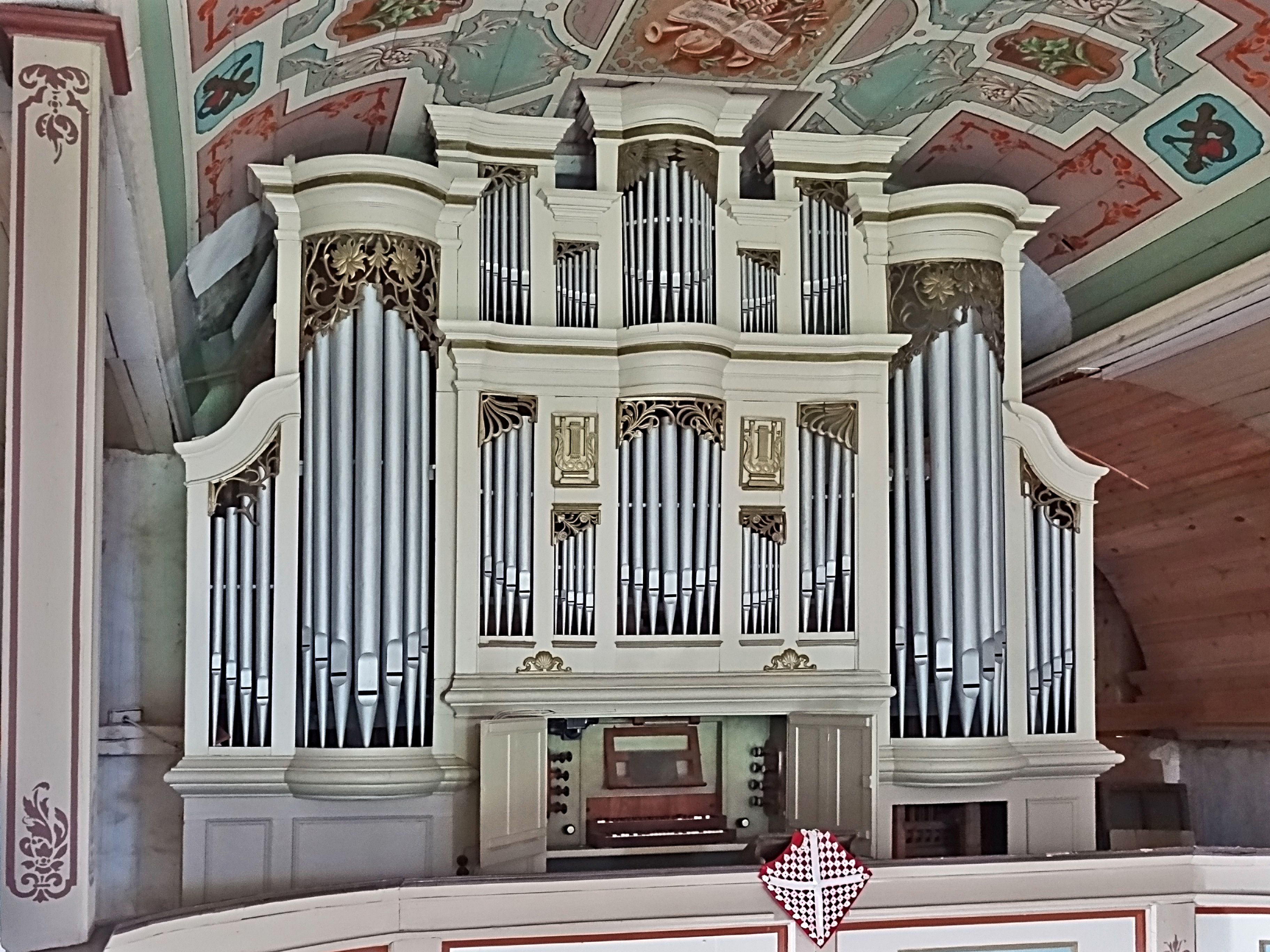
Prospekt der Strobel-Orgel

Die Kirchenausstattung stammt aus der Bauzeit. Die Kirchenbänke aus dem 18. Jahrhundert sind in zwei Blöcken angeordnet. Die Deckenmalerei mit geometrischer Ornamenten und Engeln mit Spruchbändern ist in der 1. Hälfte des 20. Jahrhunderts entstanden.
Die Orgel mit 15 Registern, verteilt auf zwei Manuale und Pedal, wurde 1844 von Julius Strobel gebaut.